# Manifestação de Deus
A Fé Bahá'í refere-se aos que são normalmente chamados de profetas como Manifestantes de Deus, ou simplesmente Manifestantes (mazhar) que está diretamente relacionado ao conceito de revelação progressiva.

## Definição
Os Bahá'ís acreditam em um único e incognoscível Deus, criador de todas as coisas. Os Bahá'ís acreditam que Deus expressa Sua vontade de diversos modos, e um deles é através dos Mensageiros de Deus, como um meio de educar a humanidade.
Os Manifestantes de Deus não são definidos como sendo a encarnação de Deus, e nem como seres humanos comuns. O conceito Bahá'í de Manifestantes de Deus reforça a ideia de que Eles possuem duas naturezas ou realidades: a humana e a divina. É um conceito parecido com a dos Cristãos em relação a Cristo, bem como os xiitas em relação aos Imãs. Os Manifestantes de Deus, em analogia, seriam como espelhos puros que refletem os atributos de Deus no mundo material.
De acordo com `Abdu'l-Bahá, os santos Manifestantes de Deus se distinguem das outras pessoas em todos os aspectos e qualificações, pois são Eles que irão educar a humanidade.
Em essência, os Manifestantes de Deus são vistos como Educadores Divinos ou Universais, que se manifestam pela vontade de Deus com o propósito de guiar a humanidade e expressar Sua vontade. Em cada Manifestação, é reconhecido que os Manifestantes estabelecem uma religião no mundo e cada um traz um novo livro, revelando ensinamentos e leis de acordo com o tempo e lugar em que aparecem.
Bahá'u'lláh refere-se a diversas figuras históricas como Manifestantes. Ele inclui Adão, Noé, Zoroastro, Krishna, Abraão, Moisés, Buda, Jesus, e Maomé. O Báb, como também Ele próprio, foi incluído nesta definição. Assim, a história da religião é interpretada como uma série de dispensações, no qual cada Manifestante traz conceitos mais abrangentes e uma revelação mais avançada, servindo no tempo e lugar onde foram expressos.